# Diprotodon
 (août 2017).
Si vous disposez d'ouvrages ou d'articles de référence ou si vous connaissez des sites web de qualité traitant du thème abordé ici, merci de compléter l'article en donnant les références utiles à sa vérifiabilité et en les liant à la section « Notes et références ».
Genre
Espèces de rang inférieur
- † Diprotodon optatum

Diprotodon ou wombat géant est un genre éteint de mammifères marsupiaux, les plus grands marsupiaux connus. L'un des plus gros animaux de la mégafaune australienne du Pléistocène, Diprotodon apparut il y a environ 1,6 Ma et s'éteignit il y a environ 46 000 ans. Ses fossiles ont été retrouvés en différents endroits à travers l'Australie, notamment des crânes complets et des squelettes, ainsi que des empreintes de poils et de pas. Plusieurs squelettes de femelles ont été retrouvés portant encore leur petit dans la poche abdominale.
Les diprotodons habitaient des forêts ouvertes, des savanes, probablement à proximité des points d'eau, mangeant des feuilles, des racines et certaines herbes. Les plus grands étaient de la taille d'un hippopotame, soit environ trois mètres du museau à la queue, deux mètres au garrot, et pesant près de trois tonnes. Parmi les espèces actuelles, les plus proches parents sont le wombat et le koala. Sa taille et son manque d'agilité ont pu en faire une proie tentante pour les premiers humains arrivés en Australie, mais il était trop massif pour avoir à craindre le plus grand prédateur de son milieu, le lion marsupial, sauf si ce dernier chassait en bande, ce qui n'est pas prouvé.
On suppose que le diprotodon pourrait avoir inspiré la légende du bunyip : certaines tribus aborigènes identifient en effet les os de diprotodon à ceux de bunyip.

## Taxonomie
Étymologie

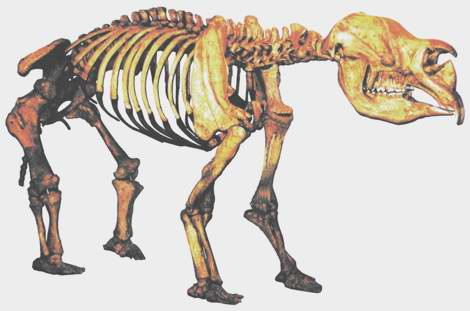
Fossile de Diprotodon ou wombat géant.

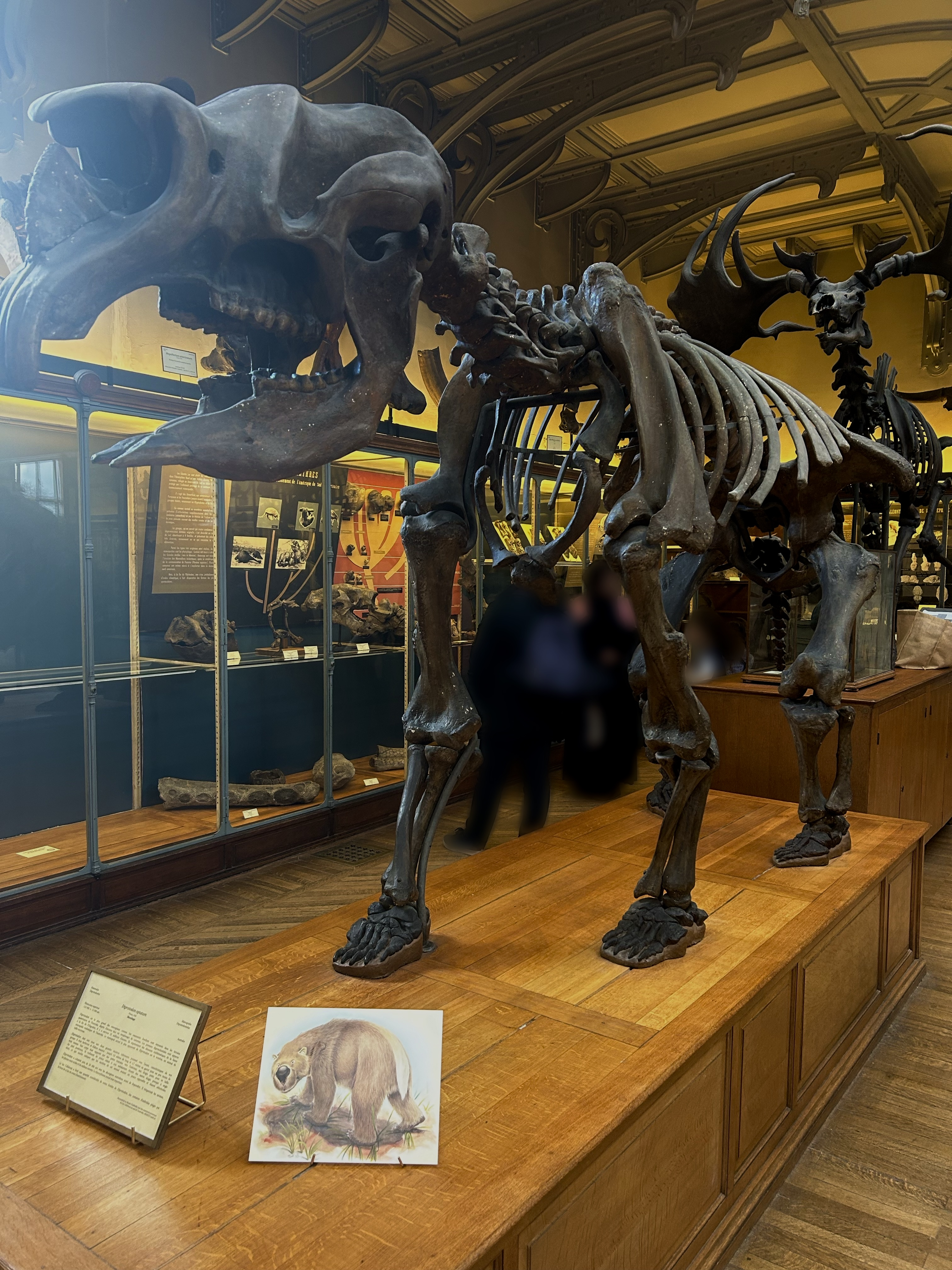
Moulage d'un squelette de Diprotodon, provenant de la galerie de paléontologie et d'anatomie comparée du jardin des plantes

Le terme « diprotodon » est issu du grec ancien. Il est constitué de δί (di- pour « deux ») + πρωτο (proto- pour « premier » ou « antérieur ») + ὀδούς (odon- pour «  dents »), c’est-à-dire  « deux dents vers l’avant ». Ce sont en effet deux incisives de grande taille qui caractérisent les animaux de ce genre et de cette famille (Diprotodontidae).
Diprotodon a été nommé par Owen (1838). Il a été attribué aux Diprotodontidae par McKenna et Bell (1997). La classification historique du Diprotodon comprenait huit espèces ( D. optatum Owen, 1838; D. australis Owen, 1844; D. annextans McCoy, 1861; D. minor Huxley, 1862; D. longiceps McCoy 1865; D. loderi Krefft, 1873a ; D. bennettii Krefft, 1873b (nca D. bennettii Owen, 1877); et D. bennettii Owen, 1877 (nca D. bennettiiKrefft, 1873b); basée sur la taille ou de légères différences morphologiques de spécimens isolés prélevés dans des régions géographiques isolées. Les tailles dentaires bimodales, plutôt qu'un continuum de tailles de dents et la morphologie dentaire mâle et femelle identiques, indiquent un dimorphisme sexuel au lieu d'espèces séparées, fournissant ainsi une preuve solide que les huit espèces sont des synonymes de D. optatum,.

## Animal migrateur
300 000 ans avant nos jours, dans l'Australie centrale et orientale, ces grands animaux migraient en traversant des plaines d'inondation, à la manière des troupeaux de zèbres, gnous, antilopes dans la plaine du Serengeti dans l'Afrique contemporaine. C'est le seul cas connu de migration saisonnière et de masse connue pour tous les métathériens (dont les marsupiaux font partie) mais selon Anthony Stuart (paléontologue de l'université de Durham au Royaume-Uni) des études plus poussées pourraient peut-être montrer que d'autres membres du même écosystème ancien migraient aussi de la même manière. 
Le caractère migrateur de Diprotodon a pu être démontré par l'étude de ses longues incisives (environ 30 centimètres de long chez l'adulte). À croissance continue (comme chez les castors) elles grandissent en changeant de composition au gré des saisons et selon les minéraux et oligo-éléments présents dans la nourriture de l'animal. Des analyses isotopiques et de datation radioactives ont permis de montrer que l'animal changeait de milieu deux fois par an, que la migration s'étendait sur environ 200 kilomètres (moins que les 800 kilomètres parcourus par les mammifères migrant au travers du Serengeti, et que les échantillons étudiées dataient d'il y a environ 300 000 ans. Ces résultats laissent penser que le paléoclimat de cette époque était plus prévisible que de nos jours, car les marsupiaux contemporains se déplacent, mais plus aléatoirement,.

## Théories sur l'extinction deDiprotodon

Comparaison entre un Homo sapiens et un Diprotodon.

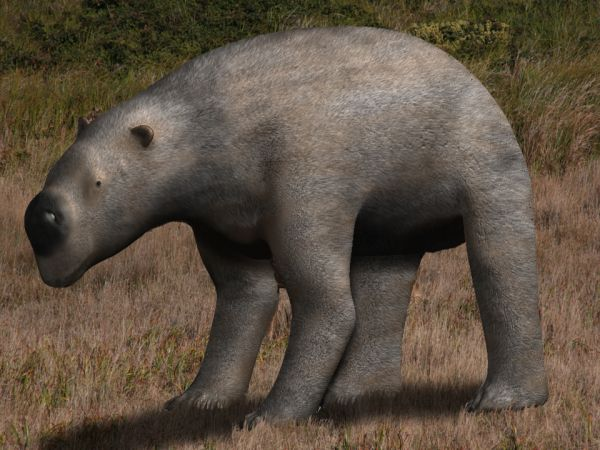
Reconstitution d'un Diprotodon par Nobu Tamura.

Les diprotodons, de même qu'un grand nombre d'autres grands animaux australiens, disparurent peu après l'arrivée des premiers humains en Australie, il y a environ 50 000 ans. Trois théories ont été avancées pour expliquer cette extinction de masse. Elles ne sont pas antinomiques mais peut-être complémentaires.

### Changement de climat
L'Australie a subi un long processus d'aridification graduelle depuis qu’elle s’est séparée du Gondwana il y a environ 40 Ma. D'une manière générale, la tendance fut une diminution des pluies. La dernière période glaciaire ne causa pas de glaciation importante sur le continent australien, mais plutôt de longues périodes de temps froid et sec. On suppose que c’est la faiblesse des pluies pendant la dernière période glaciaire qui provoqua l'extinction des diprotodons.
Les opposants à cette théorie font remarquer que les diprotodons avaient déjà survécu à de nombreuses périodes glaciaires similaires. En outre, le pic de changement climatique a eu lieu 25 000 ans après les extinctions. Enfin, les critiques soulignent que certaines parties du continent sont toujours restées relativement indemnes : le climat tropical au nord, par exemple, est resté assez chaud et humide à travers toutes les circonstances climatiques ; les vallées montagneuses ont également été moins affectées par la sécheresse.

### Chasse humaine
La théorie du Blitzkrieg se fonde sur l'observation que les extinctions semblent avoir coïncidé avec l'arrivée des êtres humains sur le continent. Ce furent les espèces les plus grandes et les plus vulnérables qui disparurent, tuées et mangées par les chasseurs humains, comme cela arriva pour la mégafaune de Nouvelle-Zélande et, partiellement au moins, en Amérique et en Europe. Cela aurait pu se produire en l'espace d'un millénaire. Des restes de diprotodon retrouvés récemment montrent des marques de découpe, ce qui irait dans le sens de cette théorie; celle-ci est néanmoins jugée trop simpliste par ses opposants, qui objectent que, contrairement à la Nouvelle-Zélande et à l'Amérique, il y a trop peu de preuves directes de chasse du diprotodon, et que cette théorie repose sur des dates trop incertaines.

### Gestion humaine de l'environnement
La troisième théorie considère l'homme comme agent indirect de l'extinction des diprotodons. Elle fait un lien entre les pratiques de chasse et de gestion humaine de l'environnement de l'Aborigène australien moderne, telles que les ont rapportées les premiers colons européens, avant que la société aborigène ne fût dévastée par le contact avec l'homme blanc et les maladies. Elle s'appuie aussi sur la découverte de charbons fossiles en abondance dans les terrains datant de la période. L'allumage régulier et persistant de feux, les fire-stick farming, pour chasser le gibier, crée des clairières dans la végétation dense. Selon cette théorie, en changeant le paysage par le feu, les premiers hommes détruisirent l'écosystème dont les grands marsupiaux dépendaient. Cependant, les recherches de Suzan Rule ont montré que les traces d'incendies se multiplient seulement après l'extinction de la mégafaune. Ces feux incontrôlés qui ravagèrent le continent seraient donc plutôt la conséquence de la disparition des grands herbivores, qui auparavant contrôlaient l'embroussaillement par broutage.

### Filmographie
- Diprotodon est le nom de l'épisode 7 de la saison 2 de la série française Baron noir